# Hudson John-toernooi

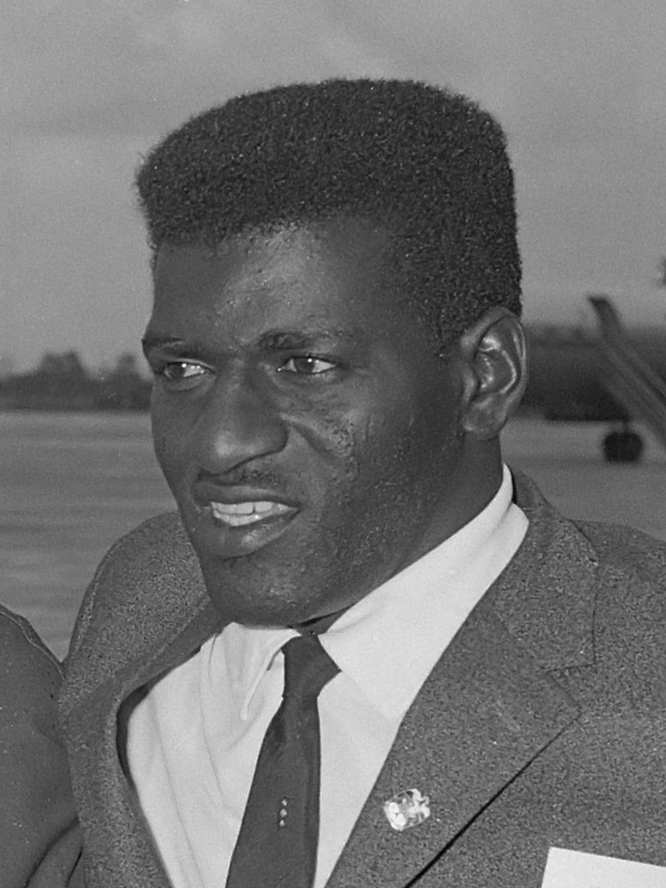
Hudson John (1965)

Het Hudson John-toernooi is een jaarlijks terugkerend honkbalevenement dat gehouden wordt in het Nederlandse Rotterdam, in het stadion van Sparta/Feyenoord. Het toernooi is vernoemd naar de bekende honkballer Hudson John.
Het toernooi bestaat uit één groep van vier teams die ieder tegen elkaar spelen. De ploeg die aan het eind van deze competitie de meeste punten heeft vergaard kan zich winnaar van het toernooi noemen.

## Lijst van winnaars
- 2006 - DOOR/Neptunus
- 2010 - Sparta/Feyenoord
- 2011 - DOOR/Neptunus